# Breteau
Breteau ist eine französische Gemeinde mit 95 Einwohnern (Stand: 1. Januar 2022) im Département Loiret in der Region Centre-Val de Loire. Sie gehört zum Arrondissement Montargis und ist Teil des Kantons Gien. Die Einwohner werden Brétauluciens genannt.

## Geografie
Breteau liegt etwa 80 Kilometer ostsüdöstlich von Orléans am Fluss Trézée. Nachbargemeinden von Breteau sind Ouzouer-sur-Trézée im Norden und Westen, Rogny-les-Sept-Écluses im Norden, Bléneau im Osten und Nordosten, Champoulet im Südosten sowie Dammarie-en-Puisaye im Süden und Südwesten.

## Geschichte
Am 11. und 12. Juni 1940 trafen sich im Château du Muguet westlich des Hauptorts die militärischen Führer Frankreichs und Großbritanniens zu einem vorletzten Treffen im Zweiten Weltkrieg. Diese Begegnung, an der Charles de Gaulle, Philippe Pétain Paul Reynaud sowie Winston Churchill und Anthony Eden teilnahmen, ging als Briare-Konferenz (Conférence de Briare) in die Geschichte ein.

## Bevölkerungsentwicklung
| Jahr                       | 1962 | 1968 | 1975 | 1982 | 1990 | 1999 | 2006 | 2018 |
| Einwohner                  | 178  | 161  | 124  | 97   | 87   | 82   | 78   | 96   |
| Quellen: Cassini und INSEE |      |      |      |      |      |      |      |      |

## Sehenswürdigkeiten
- Kirche Saint-Pierre et Saint-Blaise
- Schloss Le Muguet, seit 1991 Monument historique

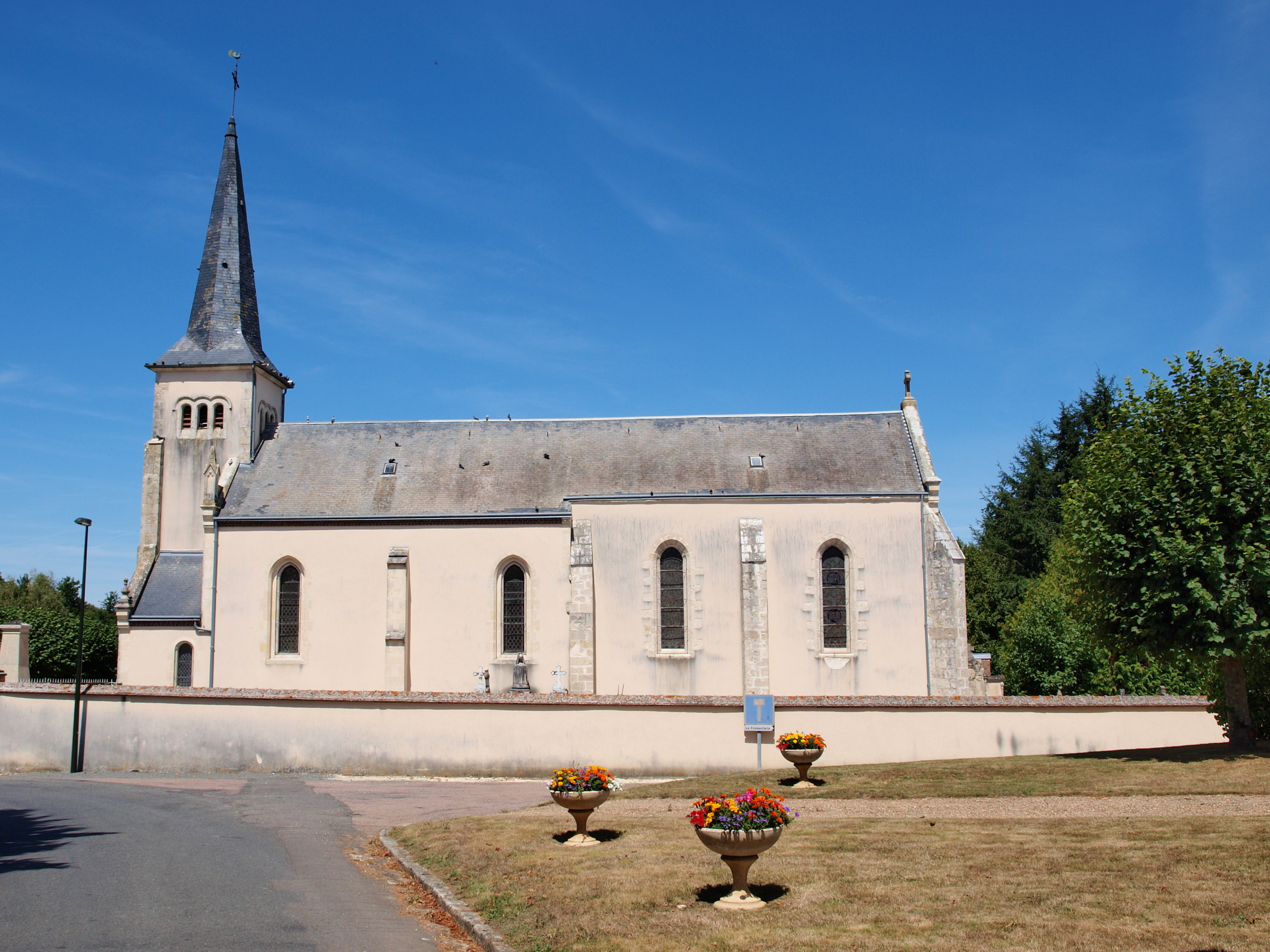
Kirche Saint-Pierre et Saint-Blaise
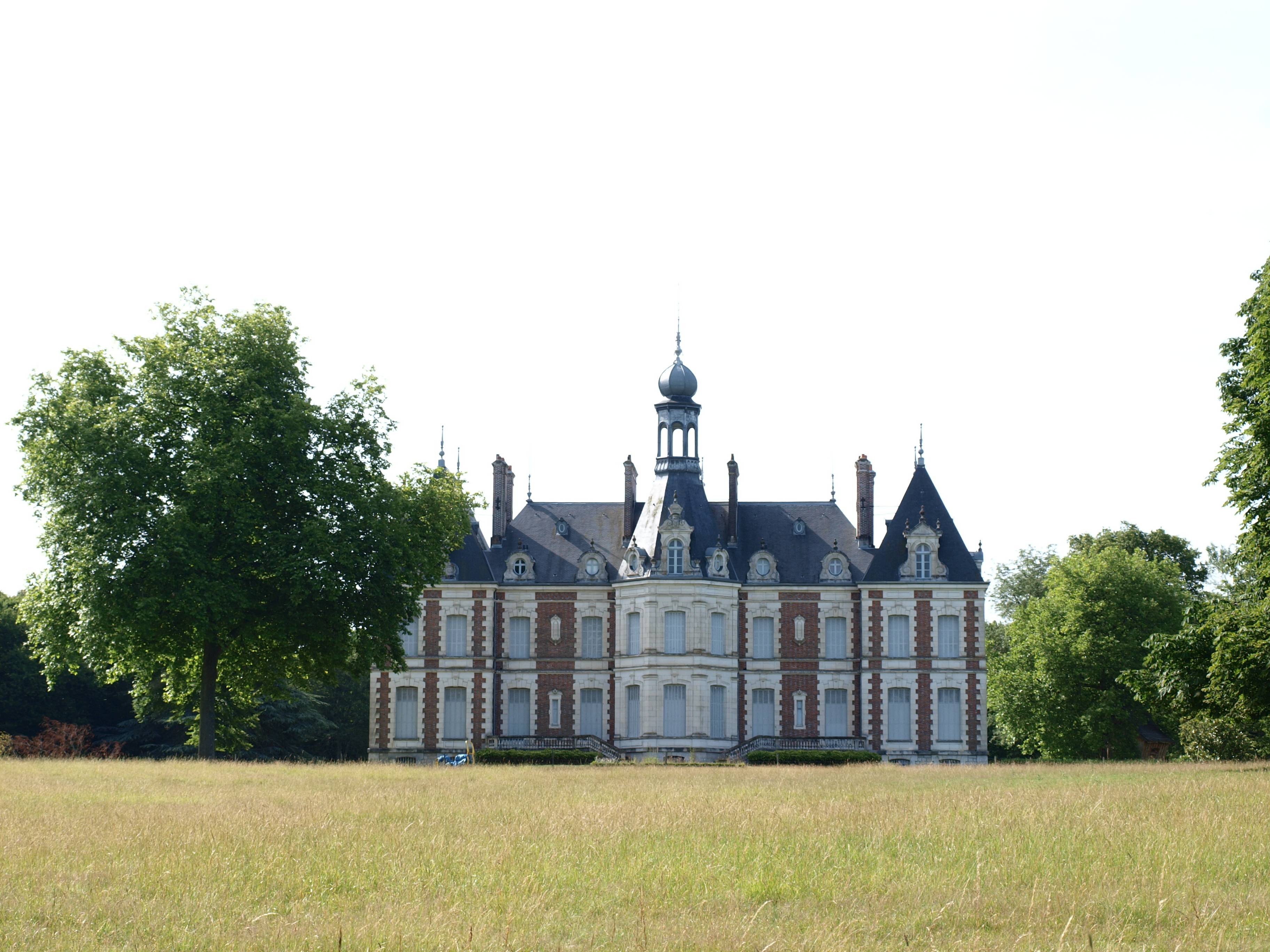
Schloss Le Muguet